# Адлер (миноносец)
«Адлер», миноносец № 259, «Летучий» — миноносец, позднее посыльное судно Императорского Черноморского флота.

## Постройка и служба
Развитие проекта миноносца «Ревель». Заложен в 1889 году. Спущен на воду 23 августа 1889 года в Эльбинге на фирме Шихау. Вступил в строй 21 мая 1890 года. С 8 апреля 1895 года — миноносец № 259. Сдан к порту в 1909 году. С 2 июля 1915 года — посыльное судно «Летучий». С 12 октября 1916 года посыльное судно № 8. В апреле 1919 года перед крымской эвакуаций  подорвано в Севастополе английскими интервентами. Сдано на слом в 1923 году.

## Командиры
- 1890—1891 — капитан 2-го ранга Иессен, Карл Петрович
- 1895 — лейтенант Маньковский, Николай Степанович
- 1901 — Курош, Александр Парфёнович